# EVANGELION CHRONICLE
EVANGELION CHRONICLE（エヴァンゲリオン・クロニクル）は、新世紀エヴァンゲリオンに関する分冊百科（雑誌）である。総監修はGAINAX。

## 概要
GAINAX総監修・ソニー・マガジンズ発行の『新世紀エヴァンゲリオン』の分冊百科は、エヴァンゲリオン放映開始10周年記念プロジェクトの一環として2006年7月1日に創刊された。毎月2回（15日、30日前後）刊行で、全30巻発行。エヴァの要素を7種類のシートに分類し、ビジュアルとテキストで解説している。後にこれらをコンパクトにまとめたTHE ESSENTIAL EVANGELION CHRONICLE SIDE AとSIDE Bの上下巻2冊（出版社 ウィーヴ）が発売された。
2010年1月19日からはデアゴスティーニ・ジャパンから「新訂版」が刊行されている。2月2日発売の第2号から毎週1回（火曜日）刊行。当初は全40号の予定だったが、第31号および8月26日付公式サイト記事にて「新訂版 ストーリーファイル」が10号追加刊行され、全50号になることが発表された。第30号までは旧版の訂正版で、8月24日発売の第31号から新劇場版（序・破）とぷちえゔぁが掲載、追加刊行分はテレビシリーズ・旧劇場版のストーリーのビジュアルガイドが掲載されている。新訂といいながらも作業の甘さが見られ、旧版の誤植が訂正されていない箇所がある。
2015年2月24日からはデアゴスティーニ・ジャパンから「20周年記念版」が刊行されるも、全60号の予定のところ、第5号で休刊した。

## 内容

### 第1号 - 第30号
- メカニックシート：エヴァンゲリオン、メカニック、使徒の解説
- キャラクターシート：登場人物のプロフィール
- タイムラインシート：エヴァ世界における歴史解説
- タクティクスシート：作戦・計画内容の解析
- インスタレーションシート：都市・施設ガイド
- テクノロジーシート：エヴァ世界の技術考察
- エクストラシート：用語のデータベース、企画書、社会現象の検証記事

### 第31号 - 第40号
- 新劇場版キャラクターシート：主要キャラクター紹介、人物相関図
- 新劇場版メカニックシート：エヴァンゲリオン、EVA専用武装・運用設備、使徒の解説
- 新劇場版ストーリーシート：新劇場版序・破のストーリーガイド
- ぷちえゔぁシート：序説、キャラクター、プロダクツ（商品展開）
- エクストラシート：パチンコ・パチスロ、新劇場版トピックス、応援団（エヴァファンの著名人へのインタビュー）

### Story File 01 - 10（通巻第41号 - 第50号）
- ストーリーファイル：テレビシリーズ全26話・THE END OF EVANGELIONのビジュアルガイド、『新世紀エヴァンゲリオン』とその時代